# Claudio Kleiman
Claudio Kleiman es un periodista, músico y conductor radial argentino.
Actualmente conduce Truco gallo en Radio UBA y Otra historia en Radio Nacional.

## Biografía
Sus comienzos como periodista se remontan a 1976, como uno de los fundadores de la revista Expreso Imaginario, publicación pionera de la contracultura en Argentina.
A fines de los años 70 participó como invitado de Patricio Rey y sus Redonditos de Ricota, y tocó en "La Banda Ricotera", una temprana formación de este grupo. Una de sus composiciones, “Boggart Blues” (en coautoría con Skay Beilinson), fue grabada por Skay en su segundo álbum solista, Talismán.
En 2018 editó su primer álbum solista, Era Hora, donde grabó composiciones propias junto a invitados como León Gieco, Gustavo Santaolalla, Ricardo Mollo, Claudio Gabis, Diego Arnedo, Ciro Fogliatta, Claudia Puyó, y Rodolfo García, entre otros músicos de rock argentino.
Sus artículos sobre música y reseñas de discos fueron publicados en medios como Rock & Pop, Pan Caliente, Cerdos & Peces, El Porteño, Blues Special, Music Expert, Cantarock, El Musiquero, Fierro, Zona de Obras (de España) y en los diarios Clarín, Perfil, La Nación, Página/12 y El País (de España). Es redactor y colaborador permanente de la revista Rolling Stone, edición argentina, desde su fundación en 1998.
Es coautor de los libros Enciclopedia Rock Nacional 30 Años, De Ushuaia A La Quiaca, (con León Gieco y Gustavo Santaolalla) y Solos y de Noche. Crónicas de Patricio Rey y sus Redonditos de Ricota.
En radio, condujo y musicalizó programas en emisoras como FM Radio Rivadavia, La Tribu, Rock & Pop, Radio Euskadi (de España) y Nacional Rock FM, donde realizó su propio programa, Algo está pasando entre 2000 y 2012. Desde 2014 hasta la actualidad conduce produce y musicaliza junto a Alfredo Rosso, el programa Truco Gallo, que se emite por Radio UBA 87.9 FM.
En 2020 formó parte del equipo de producción de Rompan Todo, la primera serie de Netflix sobre la historia del rock en América Latina, donde participó como consultor histórico.
Fue jurado de los Premios Konex  2005 y 2015 en la categoría “Música Popular”. Es jurado de los Premios Gardel de Argentina y de los Premios Graffiti de Uruguay, donde participa desde 2004.
En 2021, participa de "El Poeta - Canciones en Español Vol.1", el tributo a Leonard Cohen producido por Mario Siperman y Gustavo Roca, con el tema "First we take Manhattan". También participa de las presentaciones en vivo del álbum, en La Trastienda y Café Berlin
En 2022, edita el libro "La Historia De Una Reunión Secreta: Manal" (Ediciones Disconario), sobre La reunión en 2014 del mítico trío de rock argentino, con prólogo de Gustavo "Chizzo" Nápoli (La Renga). Fue presentado en la edición 2024 de La Feria Del Libro
El 25 de marzo de 2025 Claudio Kleiman fue declarado "Personalidad destacada de la cultura" por la Legislatura de la Ciudad Autónoma de Buenos Aires.